# 花見色
花見 色（7月21日 - ）は、日本の女性声優。旧芸名はあおき まお。
東京都出身。血液型はA型。放映新社所属。

## 略歴
- 2015年、専門学校デジタルアーツ東京 声優学科卒業[1]。
- 2016年、JTBエンタテインメント ジュニア所属[1]。
- 2016年から2017年にかけて展開されたプロジェクト「マジック&メイデン」に紅月まお役で参加し、同プロジェクトの声優ユニットマジック&メイデンとしても活動[4]。2017年5月2日の2ndワンマンライブをもって卒業した[5]。
- 2017年にスタートしたプロジェクト「ライブレボルト」に紫咲クリス役で参加し、同プロジェクトの声優ユニットライブレボルト及びRumBlue from LiveRevoltとしても活動を開始[6]。
- 2017年6月1日付けでガンバール所属タレントとして活動を開始する[7]。
- 2019年6月30日付けでガンバールを退所。[8]
- 2020年12月11日、プロジェクトの終了に伴いライブレトルト及びRumBlue from LiveRevoltとしての活動を終了[9]。
- 2021年4月1日付で放映新社所属となる[10]。
- 2021年8月1日、個人のYouTubeチャンネル、となりのあおきさんを設立[11]。

## 人物
- ファンとしてアイドル等のステージを観に行く内、広いステージから見える景色に興味と憧れの気持ちが湧き、「沢山の人に楽しくて充実した時間を感じて貰えるようになりたい」という想いを抱くようになり、それを夢に現在の活動を行っている。[12]
- 歌う事が好き[1]で、ガンバール所属時代、YouTubeの自身の公式チャンネルにて主にVOCALOIDの楽曲をカバーして歌唱した物を不定期に公開していた。[13]

## 出演
太字はメインキャラクター。

### アニメ

#### 2015年
- うたの☆プリンスさまっ♪ マジLOVEレボリューションズ
- わしも-WASIMO-
- ミリオンドール (アイドル)

#### 2016年
- 動物園通り64番地[注 1] (ティクル 、 トピー)

### ドラマCD

#### 2017年
- ライブレボルト (紫咲クリス)

### ゲーム

#### 2015年
- くまのがっこう 赤ちゃん子供幼児向けゲーム さわってあそぼ！ (ジャッキー)

### 舞台

#### 2021年
- 朗読劇 スキ/キライ = eight*hundred
- 時空警察 SIG-RAIDER 邂逅~エヴェリーヌ~ (古川八重、浅丘八重)

### インターネットテレビ
- マジック＆メイデンのマジメにおやりなさい (2016年7月19日 - 2017年4月23日 、ニコニコ生放送)
- LINE×LIVE×Revolt (2018年10月29日 - 2019年7月3日、LINE LIVE)

## ディスコグラフィ

### キャラクターソング
| 発売日   | タイトル                  | 歌                      | 楽曲                                           | 備考                        |
| 2016年   | 2016年                    | 2016年                  | 2016年                                         | 2016年                      |
| -------- | ------------------------- | ----------------------- | ---------------------------------------------- | --------------------------- |
| 9月28日  | Rainbow                   | マジック&メイデン       | 「Rainbow」 「ビビッドメモリー」               | 『マジック&メイデン』関連曲 |
| 2017年   |                           |                         |                                                |                             |
| 3月1日   | PartyParty!!              | マジック&メイデン       | 「PartyParty!!」 「ツバサ」                    | 『マジック&メイデン』関連曲 |
| 8月9日   | REVOLUTIA/Daring Soldiers | ライブレボルト          | 「REVOLUTIA」 「Daring Soldiers」              | 『ライブレボルト』関連曲    |
| 12月6日  | 激情BLUEFUTURE/アオクナレ | RumBlue from LiveRevolt | 「激情BLUEFUTURE」 「アオクナレ」              | 『ライブレボルト』関連曲    |
| 2018年   |                           |                         |                                                |                             |
| 11月21日 | REBIRTH                   | ライブレボルト          | 「革命の唄」 「My best buddy」 「QUAD DRIVE!」 | 『ライブレボルト』関連曲    |
| 11月21日 | REBIRTH                   | RumBlue from LiveRevolt | 「Lovin' Blue」 「Cosmic Teal Love」           | 『ライブレボルト』関連曲    |
| 2019年   |                           |                         |                                                |                             |
| 3月13日  | BUDDIES                   | ライブレボルト          | 「我らの声で蹴っ飛ばせ！」                     | 『ライブレボルト』関連曲    |
| 3月13日  | BUDDIES                   | RumBlue from LiveRevolt | 「ANEMONE」                                    | 『ライブレボルト』関連曲    |

### 歌手参加楽曲
| 発売日  | タイトル     | 歌                     | 楽曲               | 備考   |
| 2018年  | 2018年       | 2018年                 | 2018年             | 2018年 |
| ------- | ------------ | ---------------------- | ------------------ | ------ |
| 4月29日 | 恋のバルーン | 大島はるな、あおきまお | 「サカサマ流れ星」 |        |

### ユニットメンバー
1. 1 2  山吹ゆの（水沢柚乃）、朝城まりな（北村真理奈）、白上あみ（加藤亜実）、百坂みう（岩田美有）、紅月まお（あおきまお）
2. ↑  藤原あかね（田口華有）、野田ここみ（秋場ゆり）、瀬戸マリン（平野有紗）、紫咲クリス（あおきまお）、宮代りな（五味茉莉伽）、平井かな（池羽悠）、白石まどか（新菜まこ）、時音ひなた（松平奈々）
3. ↑  瀬戸マリン（平野有紗）、紫咲クリス（あおきまお）
4. 1 2  藤原あかね（田口華有）、野田ここみ（秋場ゆり）、瀬戸マリン（道井悠）、紫咲クリス（あおきまお）、宮代りな（五味茉莉伽）、平井かな（池羽悠）、白石まどか（荒井瑠里）、時音ひなた（堀内まり菜）
5. 1 2  瀬戸マリン（道井悠）、紫咲クリス（あおきまお）